# Eric Bonse
Eric Bonse (* 1. Oktober 1960 in Düsseldorf) ist ein deutscher Journalist. Er lebt und arbeitet seit 2004 als EU-Korrespondent in Brüssel.
Bonse ist regelmäßig Gast in Talkshows wie Phoenix Runde oder Presseclub sowie in der Europa-Sendung des belgischen Newskanals LN24. Er ist Mitglied der Weltreporter, dem Dachverband freier Auslandskorrespondenten.

## Leben
Bonse absolvierte das Abitur im Düsseldorfer Leibniz-Gymnasium und machte ein Redaktionsvolontariat bei der Westdeutschen Zeitung (Düsseldorfer Nachrichten). Dort war er von 1982 bis 1984 als Lokalredakteur tätig. Nach dem Studium der Politikwissenschaft in Hamburg arbeitete er zunächst als Redakteur für das Deutsche Allgemeine Sonntagsblatt, bevor er 1994 nach Paris ging. Dort war er von 1996 bis 2001 als Frankreich-Korrespondent des Handelsblatts tätig. Anschließend arbeitete Bonse als Ressortleiter für Außen- und Außenwirtschaftspolitik in der Zentralredaktion in Düsseldorf. 2004 wechselte Bonse als EU-Korrespondent nach Brüssel, wo er zunächst weiter für das Handelsblatt berichtete. Seit 2012 arbeitet er freiberuflich für die taz, den Cicero und andere deutsche und europäische Medien.

## Europapolitische Positionen
Bonse hat sich in investigativen Artikeln und Analysen kritisch mit der Europäischen Union und der deutschen Europapolitik auseinandergesetzt. So deckte er 2009 die geheimen Verhandlungen zwischen der EU und den USA über das sogenannte SWIFT-Abkommen zur Weitergabe privater Bankdaten auf.
2013 legte er Hintergründe einer Schwarzgeld-Affäre offen, die Zypern und die deutsche Bundesregierung in Verlegenheit brachte.
2014 ging er dem umstrittenen Wechsel der früheren EU-Kommissarin Viviane Reding zum Bertelsmann-Konzern nach.
Vor der Europawahl 2019 berichtete er über die deutschen Netzwerke in Brüssel und ihren Einfluss auf die EU-Politik.
Bonse arbeitet in der deutsch-französischen Daniel-Vernet-Gruppe der Stiftung Genshagen mit. Während der Eurokrise hat er sich für paneuropäische Initiativen wie „Avanti Europe“ engagiert. Außerdem hat er sich für den Erhalt des Brüsseler Thinktanks BRUEGEL eingesetzt. In seinem 2012 gegründeten Blog „Lost in EUrope“ greift er europapolitische Themen jenseits der offiziellen Agenda auf. Ein zentrales Motiv ist die Auseinandersetzung mit dem „deutschen Europa“ (Ulrich Beck) und den Folgen.
Im März 2022 lehnte Bonse ein EU-weites Verbot von RT und Sputnik ab. Er schrieb von einem „gefährlichen Präzedenzfall für weitere Eingriffe in die Medienfreiheit“. In einem Artikel der taz kritisierte er eine Resolution des EU-Parlaments, „Russland als Sponsor von Terrorismus“ zu bezeichnen. Damit erschwere man spätere Verhandlungen mit Russland. Dabei kritisierte er auch die Parlamentspräsidentin Roberta Metsola, die die EU-Abgeordnete auf „Treue zur Ukraine“ einschwöre und keine diplomatischen Rücksichten nehme.

### EU-Reformen im Zeichen des Krieges Russlands gegen die Ukraine
In einer Diskussion, die vom Kulturinstitut „Maison Heinrich Heine“ in Paris zu dem Thema „L’avenir de l’Europe : vers une transformation profonde ?“ („Die Zukunft Europas: Kommt ein tiefgreifender Wandel?“) am 18. Oktober 2022 organisiert worden ist, äußerte sich auch Eric Bonse zum Thema einer Reform der europäischen Verträge. Im Wesentlichen erklärte er, dass sich die Europäische Union von einer Friedensunion oder einem Europa des Friedens („union de la paix“, „Europe de la paix“) zu einer Union entwickelt habe, in der das Wort Diplomatie „praktisch ein verbotenes Wort“ („C’est pratiquement un mot interdit : diplomatie“) sei. In Brüssel spräche man hauptsächlich nur noch über Krieg, Waffen, Sanktionen, Finanzhilfen an die Ukraine. Es gebe keinerlei Anstrengungen der EU den Frieden auf diplomatische Weise herbeizuführen („Il n’y a aucun effort de la part de l’Union européenne de régler cette guerre à la diplomatie“).
Gleichzeitig formuliert er auch die These, dass sich die EU in eine undemokratische Richtung entwickele. Denn seit 2022 werde über ein « demokratisches Europa nicht mehr gesprochen » (« L’Europe démocratique, on n'en parle plus »), und dass einige Maßnahmen zur Unterstützung der Ukraine nicht auf demokratische Weise und außerhalb oder sogar entgegen der Verträge zustande gekommen seien (Verwandlung der Europäischen Friedensfazilität in eine „Kriegskasse“, die Ausbildung ukrainischer Soldaten im Rahmen der EUMAM Ukraine). Er zitiert zwar elf Mal das Wort „Krieg“ („guerre“), aber ausschließlich im Zusammenhang mit der EU. Dagegen sagt er, dass man in Brüssel nur noch von einem „Kampf gegen Russland“ („lutte contre la Russie“) spreche.

Er fasst seine zehnminütigen Beitrag in einer These zusammen:
„Dies bringt mich zu meiner zentralen These: Ich denke, dass die tiefgreifende Umwandlung schon geschehen ist, und das war am 24. Februar 2022. Aber leider ist es eine bisschen anders als man denkt ; es ist nicht im Rahmen der Verträge geschehen ; es war keine große Reform. Es war auch keine große demokratische Reform ; das hatte nichts mit den Bürgern zu tun, sie waren keine Teil[haber] ... Sie haben nicht an dieser großen Umwandlung teilgenommen“.
Der Gedanke, ob die Anstrengungen der EU zur Unterstützung der Ukraine auch den Schutz- und Friedensinteressen der europäischen Demokratien dienen könnten, kommt in seinem Beitrag nicht vor. Er fasst seinen Beitrag auf seinem Blog „lostineu.eu“ in einigen Linien zusammen. Dabei formuliert er seinen bei den Themen „Friedensfazilität“ und „Ausbildung ukrainischer Soldaten“ erhobenen Vorwurf gegen die EU in einer verschärften Version : „Doch seit dem Ukraine-Krieg setzt sie [die EU] sich selbst über Recht und Gesetz hinweg.“

### EU im Stellvertreterkrieg?
Auf seinem Blog „lostineu.eu“ vertritt Eric Bonse spätestens seit dem 29. April 2022 die These eines „Stellvertreterkrieges“, den Wahlweise die USA, die EU oder der „Westen“ gegen Russland führen würden:
„Der Krieg ist nicht mehr auf die Ukraine begrenzt. Spätestens seit dem Treffen in Ramstein hat er eine globale Dimension; die USA haben eine “Koalition der Willigen” mit 40 Ländern gebildet und die Führung übernommen. Insofern kann nun auch von einem Stellvertreterkrieg (“proxy war”) gesprochen werden: Auf dem Boden der Ukraine kämpfen die USA und ihre Alliierten gegen Russland. - Beide Kriege – der “reale” in der Ukraine und der Wirtschaftskrieg – laufen nicht nach Plan.“
Die These vom Stellvertreterkrieg wird auf lostin.eu regelmäßig erneut aufgeführt (Beispiele 11.5.2022, 9.9.2022, 22.9.2022, 24.12.2022, 22.1.2023). Zur Bestätigung seiner Einschätzung, dass es sich bei dem Krieg nach dem Überfall von Russland auf die Ukraine um einen Stellvertreterkrieg handelt, stützt er sich auf ein Interview im FOCUS mit dem Wissenschaftler Michael Wyss, für den es sich „ganz klar“ um einen Stellvertreterkrieg handelt.

### Strategie der EU und Kriegsziele?
Im Presseclub vom Sonntag dem 22. Januar 2023 zum Thema "Pistorius und die Panzer-Frage: Warum zögert die Bundesregierung?", antwortet er zum Problem der Lieferung von Leopard II Panzern an die Ukraine. Für ihn müsste eine solche Lieferung in eine umfassendere Strategie eingebettet sein. Allerdings wird seine Formulierung so verstanden, als behauptete er, dass die Ukraine auch Russland auf dessen Territorium angreifen wolle:
"Das ganze macht ja nur Sinn im Teil einer konzertierten Strategie, […] Wir müssen darüber sprechen: Geht es um de Sieg der Ukraine? […] Wenn ja, was bedeutet ‚Sieg‘ der Ukraine? Heißt das, dass wir bis nach Moskau marschieren? Oder heißt es, dass wir die Krim erobern, wie es jetzt zum Beispiel in den USA erwogen wird? Oder bedeutet es, dass wir auf die Linie des 24. Februars des vergangenen Jahres zurückgehen?“
Nach der Entgegnung des Bild-Journalisten Paul Ronzheimer erklärt er aber, dass es sich um ein Missverständnis handele. Eric Bonse erklärt nicht, wen das "wir" bezeichnet, das dem Ausdruck "bis nach Moskau marschieren" vorangeht. Allerdings bringt er dann Beispiele für ukrainische Angriffe auf russisch besetztes Gebiet (Kertsch-Brücke) und auf einen Flugplatz auf russischem Territorium, um zu zeigen, dass die Ukraine auch russische Stellungen weit hinter der Linie angreife. Eric Bonse betont dabei, dass auf dem Flugplatz russische Atombomber stünden. Der Journalist Stefan Kornelius von der Süddeutschen Zeitung, wirft ihm deshalb vor, Angst zu schüren, da die Flugzeuge nicht mit Atomwaffen bestückt seien. Der Angriff der Ukraine auf strategische Ziele in Russland sei nach dem Kriegsrecht auch erlaubt.

In einem Artikel vom 9. Februar 2023 auf seinem Blog lostin.eu wiederholt Bonse seine hypothesenartige Fragestellung gelegentlich des Besuches des ukrainischen Präsidenten Wolodymyr Selenskyj beim EU-Gipfel in Brüssel am 9. Februar 2023, wo dieser unter anderem weitere Waffenlieferungen an die Ukraine zur Unterstützung der Verteidigung gegen den russischen Angriffskrieg forderte. Bonse wirft dabei den EU-Repräsentanten vor, diese Hilfe unkritisch zu gewähren, sogar zu fördern und dabei Gefahr zu laufen, die EU „Sehenden Auges“ in einen Weltkrieg hineinzuziehen : 
„Beifall. Jubel. “Slawa Ukrajini”-Rufe [kursiv im Originaltext]. Aber kein Widerspruch. Nicht ein Wort der Kritik. Im Gegenteil: Parlamentspräsidentin Metsola fordert noch mehr Waffen.“
Es folgt dann der Vorwurf, dass die EU keine Kriegsstrategie besäße. Der Autor unterstellt die Möglichkeit, dass der Krieg auf russisches Territorium bis zu dessen Hauptstadt und Regierungssitz getragen werden könnte:
„Ist dieser Krieg überhaupt zu gewinnen? Und wenn ja, wie sieht die Strategie aus? Will Selenskyj mit europäischen Waffen die Krim befreien? Und wo endet der Krieg – in Sebastopol oder in Moskau?“
Indem er sich auf die bilateralen Gespräche Selenskyjs mit den Staats- und Regierungschefs der EU bezieht, beschließt er den Artikel mit der Feststellung : 
„So sieht es also aus, wenn man einen großen Krieg vorbereitet. “Europas Krieg” [kursiv im Originaltext]. Alle schreien hurra, niemand stellt Fragen, Bedenken werden in Kleingruppen kleingeredet.“
Am nächsten Tag, 10. Februar 2023, macht Bonse die Leser seines Blogs auf die Möglichkeit aufmerksam, das von Sahra Wagenknecht und Alice Schwarzer initiierte „Manifest für den Frieden“ zu unterschreiben und liefert die URL mit:
„ebo - 10. Februar 2023 @ 10:12 - Es gibt jetzt ein “Manifest für den Frieden”, S. Wagenknecht und A. Schwarzer haben es wohl initiiert. Steht bei Change.org, jede/r kann unterzeichnen! https://www.change.org/p/manifest-f%C3%BCr-frieden“. 
Das Manifest stützt sich unter anderen auch auf jenes Argument, dass der Krieg durch eine mögliche Entsendung von deutschen „Bodentruppen“ ausgeweitet werden könnte, und es unterstellt als mögliches Kriegsziel „Russland auf ganzer Linie zu besiegen“.
„Nach den zugesagten Panzern fordert er jetzt auch Kampfjets, Langstreckenraketen und Kriegsschiffe – um Russland auf ganzer Linie zu besiegen? Noch versichert der deutsche Kanzler, er wolle weder Kampfjets noch Bodentruppen“ senden. Doch wie viele „rote Linien“ wurden in den letzten Monaten schon überschritten?“

## Forschungsarbeiten zur Europapolitik
- Europa nach dem Brexit – deutsche Positionen und Perspektiven – IFRI[31]
- Für eine ergebnisorientierte Politik – Stiftung Genshagen[32]
- Austerität als gesellschaftliches Projekt – Springer[33]